# Alfredo Elio Cocucci

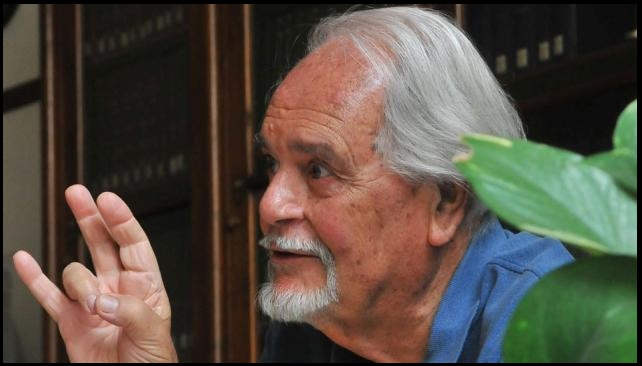

Alfredo Elio Cocucci (1926 - 2015) foi um botânico e embriologista vegetal argentino.

## Biografia
Alfredo Elio Cocucci nasceu em Río Cuarto, Córdoba, em 20 de abril de 1926.
Se graduou na Universidade Nacional de Córdoba como biólogo em 1953 e realizou o "Doutorado em Ciências Naturais especialidade Biologia", em 1956. 
Em 1956 foi bolsista da "Associação Argentina para o Progresso das Ciências", no Instituto Fitotécnico Santa Catalina da Universidade Nacional de La Plata. 
Em 1957, foi bolsista do Missouri Botanical Garden, Saint Louis.
Entre 1967 e 1968 foi bolsita externo do CONICET na Universidade de Califórnia, Berkeley. Em 1978 e 1979 Guggenheim, na mesma instituição. 
Na Faculdade de Ciências Exatas, Físicas e Naturais da Universidade Nacional de Córdoba foi "Chefe de Trabalhos Práticos" de 1954 a 1956; de 1957 a 1959 "Professor Adjunto interino". Logo "Professor Titular interino" de 1959 a 1962, "Professor Titular" de 1963 a 1992, e "Professor Emérito" desde 1993.
Foi professor visitante no Programa de Pós-Graduação em Botânica da Universidade Federal do Rio Grande do Sul, Porto Alegre, Brasil, em 1992. 
No CONICET iniciou a carreira de pesquisador em 1961, chegando a ser "Investigador Superior". 
É especialista em citologia vegetal relacionado aos sistema reprodutivos, em particular de  Angiospermas. 
Apresenta 70 trabalhos científicos, principalmente em revistas de circulação internacional. Dirigiu 10 trabalhos de teses doutorais concluidas e aprovadas. 
Foi distinguido com o Prêmio Cristóbal M. Hicken, pela Academia Nacional de Ciências Exatas, Físicas e Naturais, Buenos Aires, 1980. 
Em 1993 recebe o Prêmio Konex de "Diploma ao Mérito Botânico".
Desempenhou funções em organismos de promoção científica: 
- Diretor vice-presidente do Conselho de Investigações Científicas e Tecnológicas da Província de Córdoba, 1981-1983
- Membro da Comissão Assessora de Ciências Biológicas do CONICET, 1984-1987
- Diretor Consultor do Conselho de Investigações Científicas e Tecnológicas da Província de Córdoba
- Membro da Comissão Assessora CASAUF do CONICET, 1993-1994.
- Membro da Academia Nacional de Ciência desde 1974, com diversos cargos em sua Comissão Diretiva: Membro da junta, Acadêmico Secretário, e desde 2005 Vice-presidente.

Faleceu em 21 de junho de 2015.

## Obras importantes
- Cocucci, A.E., A.T. Hunziker. Los ciclos biológicos en el reino vegetal. 2ª ed. aumentada e corrigida por Alfredo E. Cocucci
- Cocucci, A.E. Manual de Dibujo Científico. (pequeno manual de 57 pp., orientado, a biólogos não desenhistas, e a desenhistas não biólogos; é oferecido gratuitamente em um arquivo .pdf que pode ser editado e impresso, conservando os direitos de autor.[1]